# Liste der Monuments historiques in Spincourt
Die Liste der Monuments historiques in Spincourt führt die Monuments historiques in der französischen Gemeinde Spincourt auf.

## Liste der Objekte
| Bezeichnung                                | Beschreibung | Standort                                                 | Kennzeichnung | Schutzstatus | Datum | Bild |
| ------------------------------------------ | --- | -------------------------------------------------------- | ------------- | ------------ | ----- | ---- |
| Hauptaltar                                 | Altartisch, Altaraufbau, Tabernakel, Baldachin und Skulptur Heiliger Martin; Stein und Holz, farbig gefasst und vergoldet, 17. bis 19. Jahrhundert | Réchicourt, in der Kirche St-Martin (Lage)               | PM55002224    | Inscrit      | 2001  |      |
| Antependium Grablegung                     | Eichenholz, 17. oder 18. Jahrhundert | Spincourt, in der Kirche St-Pierre (Lage)                | PM55002384    | Inscrit      | 1995  |      |
| Marienaltar                                | Altartisch und Retabel; Holz, farbig gefasst und vergoldet, um 1700                                                                                | Ollières, in der Kirche St-Clément (Lage)                | PM55001102    | Classé       | 1994  |      |
| Epitaph für Anne-Marie de Nunam            | mit Messstiftung; Stein, bezeichnet 1685 | Réchicourt, in der Kirche St-Martin (Lage)               | PM55002226    | Inscrit      | 2000  |      |
| Hauptaltar                                 | Retable und Skulptur Heiliger Clemens; Holz, farbig gefasst und vergoldet, um 1700                                                                 | Ollières, in der Kirche St-Clément (Lage)                | PM55001101    | Classé       | 1993  |      |
| Drei Kanontafeln                           | Tinte und Farbe auf Pergament, vergoldeter Holzrahmen, 19. Jahrhundert; im Départementsarchiv in Bar-le-Duc deponiert                              | Réchicourt, in der Kirche St-Martin (Lage)               | PM55002228    | Inscrit      | 2003  |      |
| Skulptur Unterweisung Mariens              | Holz, farbig gefasst, 17. Jahrhundert | Ollières, in der Kirche St-Clément (Lage)                | PM55002601    | Inscrit      | 2005  |      |
| Antependium Der heilige Martin als Bischof | Ölfarbe auf Leinwand, 17. Jahrhundert | Réchicourt, in der Kirche St-Martin (Lage)               | PM55001374    | Classé       | 2002  |      |
| Epitaph für Jean-Baptiste du Plaicy        | Kalkstein, bezeichnet 1705 | Réchicourt, in der Kirche St-Martin (Lage)               | PM55002227    | Inscrit      | 2000  |      |
| Hauptaltar                                 | Altartisch, Retabel und Skulptur Heiliger Gorgonius; Holz, farbig gefasst, 18. Jahrhundert                                                         | Houdelaucourt-sur-Othain, in der Kirche St-Gorgon (Lage) | PM55001921    | Inscrit      | 1998  |      |
| Skulptur Madonna mit Kind                  | Holz, farbig gefasst, 14. Jahrhundert; im Centre départemental d’art sacré in Saint-Mihiel deponiert                                               | Ollières, in der Kirche St-Clément (Lage)                | PM55002189    | Inscrit      | 1992  |      |
| Grabmal                                    | Kalkstein, bezeichnet 1595 | Ollières, auf dem Kirchhof (Lage)                        | PM55002190    | Inscrit      | 1992  |      |
| Gemälde Leichnam Christi                   | Ölfarbe auf Leinwand, 19. Jahrhundert | Réchicourt, in der Kirche St-Martin (Lage)               | PM55002225    | Inscrit      | 2001  |      |